# Albert Gábor (író)
Albert Gábor (Egyházasharaszti, 1929. október 30. – Budakeszi, 2017. december 8.) Kossuth- és József Attila-díjas író, műfordító, könyvtáros. A Magyar Művészeti Akadémia néhai tagja (2011–2017).

## Életpályája
Református családban született, édesapja adóügyi jegyző volt Egyházasharasztin. Gyermekéveit két ormánsági faluban, Sámodon és Sellyén töltötte. Középfokú tanulmányait a kőszegi katonaiskolában kezdte, majd a pécsi állami Széchenyi Gimnáziumban érettségizett. Egy évet tanult a pécsi tanárképző főiskolán, a Pécsi Tudományegyetem jogtudományi karán és a budapesti teológiai akadémián, végül az Eötvös Loránd Tudományegyetem Bölcsészettudományi Karán végzett magyar-könyvtár szakon, ahol 1955-ben magyar szakos középiskolai tanári oklevelet és okleveles könyvtárosi diplomát szerzett.
Pályakezdő évtizedét az Országos Széchényi Könyvtárban töltötte gyakornoki beosztásban, majd 1964–1990 között az MTA Zenetudományi Intézet könyvtári és dokumentációs osztályát vezette. 1988-ban Tőkéczki Lászlóval és néhány más protestáns értelmiségivel megalakította a Magyar Protestáns Közművelődési Egyesületet, amelynek első elnökévé Szentágothai Jánost választották, akinek halálát (1994) követően Albert Gábort választották elnöknek. Részt vett és előadásokat is tartott a Református Egyház által 1992 óta évente megrendezett szárszói konferenciákon, kezdeményezte, hogy azok legfontosabb előadásait kötetben adják közre, ez meg is történt 2002-ben (Szárszó 1992–2001: a Református Értelmiségi Konferenciák előadásai. Szerkesztette: Albert Gábor–Tenke Sándor–Tőkéczki László. Budapest, 2002). Az 1980-as években kapcsolódott be a Magyar Írószövetség munkájába, vezető tisztségeket is betöltött; volt elnök és választmányi tag, utóbb 1989–1994 közt az Írószövetségen belül működő Arany János Alapítvány kuratóriumának elnökévé választották.
1991–92-ben az Új Magyarország c. napilap alapító főszerkesztője, 1992–95 közt a határainkon kívül élő magyar kisebbségnek szóló Magyarok Világlapját szerkesztette.
Hangjátékok írásában és fordításában élen járt, ifjúsági rádiójátékait be is mutatták. Német hangjátékokat és drámákat fordított magyar nyelvre. Irodalomkritikái, esszéi, novellái, tanulmányai, elbeszélései, regényei rangos irodalmi folyóiratokban (Kortárs, Nagyvilág, Jelenkor, Alföld, Confessio, Élet és Irodalom, Európai Utas, Somogy, Erdélyi Magyarság stb.) és önálló kötetekben jelentek meg.

## Családja
1954-ben házasodott, felesége Albert Zsuzsa sz. Marek Zsuzsanna költőnő, a Magyar Rádió irodalmi műsorainak egyik jeles szerkesztője. Két gyermeküket nevelték fel.

## Kötetei (válogatás)
- Albérleti szobák. Elbeszélések; Szépirodalmi Könyvkiadó, 1966
- Az istentagadó. Kisregény; Szépirodalmi, Budapest, 1969
- Kagylóhéjban. Regény; Szépirodalmi, Budapest, 1974
- Útvesztők, verőfényben; Szépirodalmi, Budapest, 1979
- Királyok könyve. Regény; Szépirodalmi, Budapest, 1980
- Egy lakodalom végelszámolása; Szépirodalmi, Budapest, 1983
- Emelt fővel;[5] Szépirodalmi, Budapest, 1983 (Magyarország felfedezése)
- Hol vannak azok az oszlopok?;[6] Szépirodalmi, Budapest, 1985
- Szétszóratás után; Szépirodalmi, Budapest, 1989
- Zsákutcák hősei; Maecenas, Budapest, 1989
- Sárkány és oktaéder. Válogatott novellák; Szépirodalmi, Budapest, 1991
- István király fanyar bora : ezredvégi krónika; Püski, Budapest, 1993
- ...mi pedig itt maradtunk; Kráter Műhely Egyesület, Budapest, 1996
- „Nem fáj az a kőnek…” Ezredvégi krónika; Pro Pannonia, Pécs, 1998 (Pannónia könyvek)
- Lidérc minden, mi homályba vezet. Szemere Bertalan leveleskönyvét olvasom, 1849–1865; Maecenas, Budapest, 1999
- Szemere Bertalan leveleskönyve, 1849–1865; válogatta, szöveggondozás, utószót írta, jegyzetekkel ellátta: Albert Gábor, fordította: Frank Tibor, Maller Sándor, Ziegler Vilmos, Isoz Kálmán; Balassi, Budapest, 1999
- Az Öreg Kutya vedleni készül. Esszék és eszmélések; Kairosz, Budapest, 2001
- Boltívek, vízköpők, rózsaablakok. A volt és a van. Kérdések, válaszok, monológok. A kérdező Kövesdy Zsuzsanna; Pont, Budapest, 2002
- Beavatási szertartások. Variáció tizenkét tételben. Esszék és eszmélések; Kráter, Pomáz, 2003
- A cet gyomrában. Följegyzések az élők házából. Regény; Pont, Budapest, 2003
- Hullámok és a part t kisregény; Pont, Budapest, 2004
- Keskeny résen át; Pont, Budapest, 2004
- Szemere Bertalan: Napló, 1849-1861; sajtó alá rendezte, bevezetőt írta, jegyzetekkel ellátta: Albert Gábor; Felsőmagyarország–Bíbor, Miskolc, 2005
- Zsákutcák hősei. Emigráció, hármas arckép, besúgók és grállovagok. Történelmi esszéregény; Pont, Budapest, 2005
- Függőfolyosók. Párbeszéd a sorssal; Pont, Budapest, 2006
- Hol vannak azok az oszlopok? Sámson félelmei. Regény; Pont, Budapest, 2006
- A lineáris ember. Esszék; Pont, Budapest, 2006 (Conflux)
- …mi pedig itt maradtunk. Regény; Pont–Ikerhold, Budapest, 2006
- Védekező halálraítéltek. Túlélési technikák. Szókratész és Bakunyin; Pont, Budapest, 2006 (Conflux)
- Ezüst óriás. Elbeszélések; Pont, Budapest, 2008
- Hűvös hajnalok; Pont, Budapest, 2008
- Csakazértis! Beszélgetés magammal; Pont, Budapest, 2009
- Az igazság markában; Szent György, Budapest, 2007 (Szent György könyvek)
- Előtted majdnem végtelen a víz. Elbeszélések; Pont, Budapest, 2009
- Nekünk senki sem mondott jövendőt. Három kisregény; Pont, Budapest, 2009
- A nymphenburgi herceg. Elbeszélések; Pont, Budapest, 2009
- A szellem napvilága; Pont, Budapest, 2009
- Emelt fővel; 2. javított kiadás; Pont, Budapest, 2010
- A földieper levelei alatt. Esszék; Pont, Budapest, 2010
- Az igazság markában; Balaton Akadémia, Budapest, 2010 (Szent György-könyvek)
- Őslakosok és telepesek vizsgálódások egy szociográfia körül;[7] Pont, Budapest, 2010
- Kiért szól a hidasi harang? avagy A történelembe vetett ember felelőssége; Pont, Budapest, 2011 (Conflux)
- Sok itt a baj, Uram, mindenben, nagyon is sok! Esszék; Pont, Budapest, 2012
- Profik és amatőrök. Esszék és eszmék; Pont, Budapest, 2013
- Homályos tükör tisztítása. A Sok itt a baj, Uram, mindenben, nagyon is sok... ikerkönyve. Esszék; Pont, Budapest, 2013
- Túlélési technikák. Platón vagy/és Fukuyama. Esszék és eszmék; Pont, Budapest, 2013
- Velünk történt? Sorsok és áldozatok; Pont, Budapest, 2013
- Egy lakodalom végelszámolása. Válogatott művek I. Elbeszélések; Pont, Budapest, 2014
- Nagy záporok után. Válogatott művek 2. Elbeszélések; Pont, Budapest, 2014
- Zenebona Erdélyben Hóra pórhada által ahogy Mátisfalvi Göttfy Borbála látta 1784-ben és előnkbe vezeti Albert Gábor 2014-ben; Pont, Budapest, 2014 (Historia arcana sorozat)
- Jóslás és mementó. Esszék és eszmék; Pont, Budapest, 2015
- „…minden, ami voltunk…” Budapest – Allentown, 1984–1990. Albert Gábor és Kürz János levelei; Pont, Budapest, 2015
- Parázsról gyújts tüzet. Válogatott művek 3. Elbeszélések; Pont, Budapest, 2015
- Egy magányos merénylő elmélkedései. A kérdező és a közbeszóló Kövesdy Zsuzsanna; Pont, Budapest, 2016
- Minden-egészség-kútfeje. Válogatott művek 4. Elbeszélések; Pont, Budapest, 2016
- Megsebzett irodalom. Esszék és eszmék; Pont, Budapest, 2016
- Vesszőfutás. Válogatott művek 5. Kisregények; Pont, Budapest, 2017
- Vonzások és taszítások. Esszék és eszmék; Pont, Budapest, 2017
- Az oldalamon is kifakadna. Esszék és eszmék; Pont, Budapest, 2017
- Csak a lélek ismeri. Esszék és eszmék; Pont, Budapest, 2018
- Lélekhíd. Albert Gábor és Kürz János levelei. Budapest–Allentown, 1984–1990; utószó Albert Zsuzsa; Pont, Budapest, 2019
- Az elveszett nemzedék. Albert Gábor levelezése 1952–2003; szerk. Mórocz Gábor; MMA, Budapest, 2023

## Díjak, elismerések
- A Művészeti Alap irodalmi díja (1986)
- Az Év Könyve jutalom (1990)
- József Attila-díj (1996)
- Arany János-díj (2003)
- Péterfi Vilmos-díj (2003)
- A Magyar Köztársasági Érdemrend lovagkeresztje (2004)
- Haza Embere díj (2011)
- A Magyar Érdemrend tisztikeresztje (2013)
- Kossuth-díj (2015)[8]
- Berzsenyi Dániel-díj (2016)[9]
- Magyar Örökség díj (2016)